# Eddie Murphy Delirious
Delirious (1983) es un especial de comedia de televisión estadounidense dirigido por Bruce Gowers, escrito y protagonizado por Eddie Murphy.Su comedia se convirtió en un especial de televisión para HBO lanzado el 30 de agosto de 1983. La película de 70 minutos se convirtió en el primer largometraje de Eddie Murphy, convirtiéndose en el predecesor del amplio estreno teatral en 1987, Eddie Murphy Raw . El stand-up también se lanzó como álbum el 24 de octubre de 1983 titulado Eddie Murphy: Comedian, que ganó el Grammy al Mejor Álbum de Comedia en los Premios Grammy de 1984. 

## Información general
A diferencia de sus actos en Saturday Night Live, la actuación de Murphy fue muy soez, diciendo la palabra joder un total de 230 veces y mierda 171 veces.
Antes de que comenzara el espectáculo, The BusBoys realizó "(The Boys Are) Back in Town" durante un montaje de imágenes previas al show de Murphy viajando con su equipo de carretera. Luego, es presentado después de la canción y agradece a The BusBoys por el acto de apertura antes de comenzar su rutina de comedia. 
Entre los temas que Murphy aborda uno de ellos es la relación que tienen los niños con los camiones de helados. Una vez que los niños se compraba el helado, cantaban y bailaban burlonamente delante de los niños que no podían pagarlo. Otros temas que aborda son Michael Jackson, James Brown, Stevie Wonder, racismo, Reaganomics, personas homosexuales, SIDA y Marian Anderson . Después de su rutina, el video termina con Murphy y su equipo caminando hacia su camerino mientras pasan los créditos. 
Delirious fue filmado el 17 de agosto de 1983 en el DAR Constitution Hall en Washington D. C.

## Recepción
La película recibió críticas positivas.  El sitio web de agregación de revisiones Rotten Tomatoes le otorgó una calificación de aprobación del 83% basada en 6 revisiones, con una calificación promedio de 7.5 / 10. Sin embargo, fue criticado por ser anti-gay.
"Cuando hice Delirious ", reflexionó Murphy en 1989, "recibí todas estas críticas por mi material tan sucio. La verdad es que no está tan sucio como algunas de las cosas que están haciendo ahora. Me siento como un viejo jodido viendo a Sam Kinison o Andrew Dice Clay ".  
Uno de los temas que Murphy aborda en Delirious es la homosexualidad, con frecuencia burlándose de los hombres homosexuales y usando el insulto homofóbico " maricón ". Sin embargo, en 1996, lanzó una declaración de una página en la que se disculpaba por su uso de ese insulto, diciendo: "Lamento profundamente cualquier dolor que todo esto haya causado".

## Lanzamiento para ver en casa
En junio de 2009, se lanzó una edición del 25 aniversario.